# Брилле
Брилле (нидерл. Brielle) — небольшой портовый город в западных Нидерландах близ Роттердама (Южная Голландия), прославившийся в годы Нидерландской революции. Население более 16 тысяч человек.

## История
Брилле имел статус округа в составе Южной Голландии вместе с такими городами как Гаага, Лейден, Роттердам, Дордрехт, Горкум.
Брилле прославился в начале Нидерландской революции, когда 1 апреля 1572 года стал первым городом, освобожденным морскими гёзами, под командованием адмиралов Виллем II де ла Марк и Виллема ван Треслонга. После этого испанский губернатор Жан де Анен-Льетар, граф Боссю, предпринял попытку отбить город. Однако, местное население и триста гёз, укрывшись за стенами города смогли дать отпор и потеснить испанские войска с помощью открытия шлюзов. Хлынувшая вода вынудила испанцев искать спасение на плотинах, но там они были расстреляны пушками из кораблей морских гёзов.
Во время пребывания Петра I в Голландии и его Великого посольства, Брилле стал одним из городов, которые посетила делегация.
Впоследствии, одним из основных доходов города являлся рыбный промысел (добыча сельди) с последующей продажей. Имеются сведения, по которым город Брилле отправлял на добычу рыбы в 1700 году 3 буйса, что доставили на берег 508 ластов, а в 1702 году 5 буйсов, что принесли улов в 91,5 ласта.